# Proxmox Backup Server
Proxmox Backup Server（簡稱為Proxmox BS）是开放源代码的備份軟體專案，支援虛擬機器、容器與實體主機。以Debian Linux发行版為基礎開發，並包含了一些擴充功能，如開箱即用的ZFS支援，以及較新版本的長期支援版Linux内核。
Proxmox Backup Server授權條款為GNU Affero通用公共许可证第三版。

## 技術
Proxmox Backup Server主要使用Rust編寫而成並實作了重复数据删除以減少所需的儲存空間。資料被分割為區塊。

## 歷史
Proxmox Backup Server的開發是從2018年10月開始的，目標是為虛擬化平台Proxmox Virtual Environment提供比僅允許完整備份的整合vzdump工具更有效率的備份。2020年7月公佈第一個公開測試版，並於2020年11月釋出第一個穩定版本。

## 運作方式
Proxmox Backup Server使用主從式架構：伺服器儲存備份資料，客戶端工具則適用於大多數現代Linux系統。該軟體透過ISO映像檔在實體機器上安裝，其中包含了管理工具與以網頁為基礎的圖形化使用者界面。管理員可以透過網路瀏覽器或命令列界面管理系統。Proxmox Backup Server也提供了REST API供第三方工具使用。
Proxmox Backup Server支援增量備份、重复数据删除、Zstandard壓縮與认证加密。第一個備份是完整備份，後續備份會從客戶端增量傳送到Proxmox Backup Server，並在其中進行重複資料刪除。
而對Proxmox VE平台來說，Proxmox Backup客戶端緊密整合；備份的儲存空間可以設定為Proxmox VE上的儲存空間後端，並支援QEMU虛擬機器與LXC容器的去重複資料備份。
備份可以儲存在本機或同步到遠端位置，多個不相關的主機也可以使用同一個備份伺服器。所有客戶端與伺服器的流量均透過TLS加密以防止竊聽。為了進一步保護備份資料，還可以在伽罗瓦/计数器模式下使用AES-256對所有備份資料進行加密。由於備份伺服器在沒有相符的加密金鑰的情況下無法存取備份資料，因此其甚至可以是不受信任的主機。
Proxmox Backup Server中還可以定義資料保留策略。刪除過期資料分兩階段完成：首先，刪除不再需要的備份索引，然後執行垃圾回收器處理程序以實際刪除孤立的資料區塊。

## 外部連結
- 官方网站